# Trono di Boston
Il trono di Boston è un trittico marmoreo dell'antichità classica con alcune analogie con il trono Ludovisi, molto probabilmente rinvenuto nella stessa area. La prima notizia del pezzo risale al 1894, subito dopo il ritrovamento del trono Ludovisi. Fu messo all'asta e acquistato dal Museum of Fine Arts di Boston nel 1896.
L'opinione più accreditata ritiene il trono di Boston un prodotto di qualità artistica inferiore al trono Ludovisi, e databile a un periodo molto più tardo. Probabilmente è una versione romana del I secolo d.C. scolpito per gli Horti Sallustiani.
I giudizi sull'opera sono molto divisi, tra chi lo ritiene un pezzo autentico, chi riserva dubbi sulla sua genuinità, e chi, invece, lo ritiene senza dubbi un falso.